# Bartodzieje (powiat radomski)

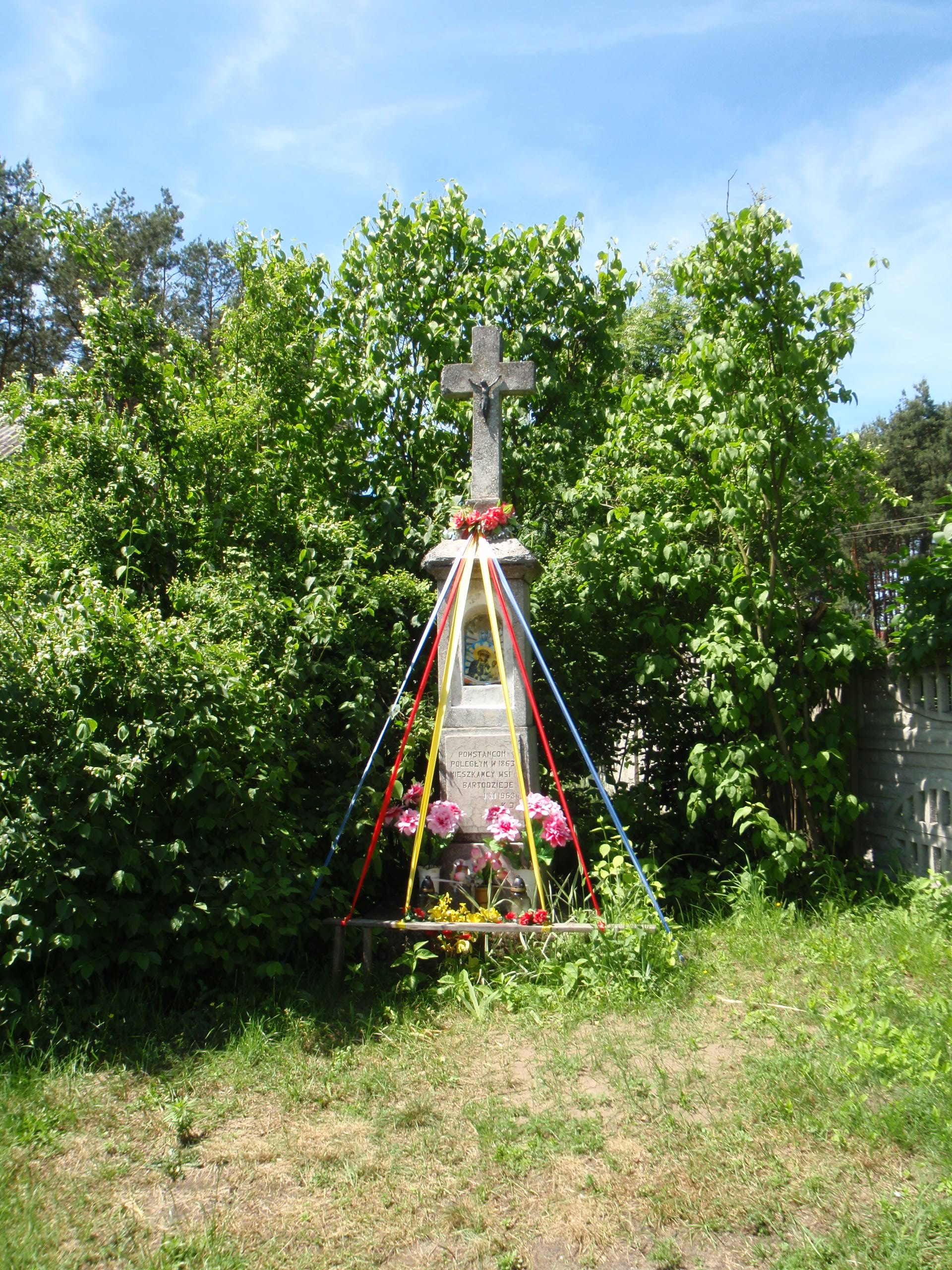
Pomnik powstańców styczniowych w Bartodziejach

Bartodzieje – wieś w Polsce położona w województwie mazowieckim, w powiecie radomskim, w gminie Jastrzębia. Ma status sołectwa.
| SIMC    | Nazwa                | Rodzaj    |
| ------- | -------------------- | --------- |
| 0624114 | Bartodzieje-Kolonia  | część wsi |
| 0624120 | Bartosy              | część wsi |
| 0624137 | Borki Bartodziejskie | część wsi |
| 0624143 | Stara Wieś           | część wsi |

Wierni kościoła rzymskokatolickiego należą do parafii Nawiedzenia Najświętszej Maryi Panny w Lisowie.
Wieś położona około 13 km od Radomia. Na południu granica Bartodziejów biegnie wzdłuż rzeki Radomki.

## Historia
Nazwa miejscowości pochodzi od jej założycieli - bartnicy-bartodzieje.
Obszar dzisiejszej miejscowości zamieszkany był już w okresie prahistorycznym.
Bartodzieje od drugiej połowy XIV wieku były wsią prywatną. Od XVII do połowy XIX wieku w Bartodziejach często przebywał jedynie dzierżawca lub zarządca, natomiast właściciel wsi będąc większym posiadaczem ziemskim mieszkał w innych dobrach. 
Jednym z właścicieli wsi w XIX w. był Wawrzyniec Mikulski, zamożny obywatel m. Warszawy.
Prywatna wieś szlachecka, położona była w drugiej połowie XVI wieku w powiecie radomskim województwa sandomierskiego.
W latach 1954–1972 wieś należała i była siedzibą władz gromady Bartodzieje. W latach 1975–1998 miejscowość należała administracyjnie do województwa radomskiego.